# Жуковская, Евгения Евгеньевна
Евге́ния Евге́ньевна Жуко́вская (род. 14 сентября 1984, Москва, СССР) — российский социолог, медиаэксперт, медиаменеджер и общественный деятель, эксперт по международному гуманитарному сотрудничеству, организатор межкультурных, межрелигиозных, культурно-просветительских, научных и образовательных мероприятий мероприятий в России и за рубежом.
Создатель и главный редактор сетевого издания «Информационно-просветительский портал „Приходы“» (prichod.ru).
Кандидат социологических наук (2016). Доцент факультета журналистики Института государственной службы и управления Российской академии народного хозяйства и государственной службы при Президенте Российской Федерации (с 2022). Доцент кафедры церковно-практических и общегуманитарных дисциплин Сретенской духовной семинарии (с 2018). Преподаватель Общецерковной аспирантуры и докторантуры имени свв. Кирилла и Мефодия (с 2012). Доцент кафедры журналистики и связей с общественностью Российского православного университета святого Иоанна Богослова (2010—2022). Лауреат научной Макариевской премии (2018). Одна из авторов «Православной энциклопедии».
Государственный советник Российской Федерации 3 класса. Член Союза журналистов России. Член правления фонда поддержки гуманитарных и просветительских инициатив «Соработничество» и член Исполнительной дирекции Международного открытого грантового конкурса «Православная инициатива». Генеральный директор АНО «Делай благо» (2016—2019). Создатель (2021—2022) образовательной интернет-платформы «Церковь и медиа».
Член Межсоборного присутствия Русской Православной Церкви: Комиссия по вопросам информационной деятельности Церкви и отношений со СМИ (2014—2018), Комиссия по церковному управлению, пастырству и организации церковной жизни (с 2014) и Комиссия по вопросам общественной жизни, культуры, науки и информации (с 2018). Член (2010—2012) рабочей группы Управления делами Московской Патриархии и Синодального информационного отдела.

## Биография
Родилась 14 сентября 1984 года в Москве. Выросла в православной семье.
Во время учёбы в средней школе работала внештатным сотрудником в отделе новостей «Российской газеты». В 1998 году также окончила музыкальную школу и училась на певческих курсах в храме.
В 2006 году с отличием окончила филологический факультет Российского православного института святого Иоанна Богослова, сдав государственный экзамен по журналистике и защитив дипломную работу по теме «Православная журналистика в Интернете как современное миссионерство». Во время учёбы участвовала в издании «Университетского вестника», на первом курсе работала в редакции светского издания, а в дальнейшем сотрудничала с православными и светскими печатными и сетевыми изданиями.
В сентябре 2020 года стала участником образовательной программы «Женщины-лидеры» Совета Евразийского женского форума при Совете Федерации Федерального Собрания Российской Федерации, возглавив команду «Архитектура традиций».

### Церковно-общественная деятельность
С сентября 2006 по июль 2009 года работала сотрудницей службы коммуникации Отдела внешних церковных связей Московского Патриархата, в то время поддерживающей работу официального сайта Русской Православной Церкви (mospat.ru). Кроме того, участвовала в подготовке и проведении выставок-форумов «Православная Русь — к Дню народного единства» в Москве, Всемирного русского народного собора, мероприятиях и пресс-конференциях, которые проводились Отделом внешних церковных связей и других Синодальных учреждений Московского Патриархата.
С июля 2009 года по июль 2019 года работала в Управлении делами Московской патриархии, работала специалистом контрольно-аналитической службы и аппарата Межсоборного присутствия Управления делами Московской патриархии. Вела направление «Информационная аналитика» и курировала деятельность Межсоборного присутствия Русской Православной Церкви. Координировала, в частности, целый комплекс вопросов, связанных со взаимодействием с епархиями Русской Православной Церкви, в том числе, во взаимодействии с Синодальным информационным отделом — вопросы информационной деятельности епархий. В 2010 году с целью выстраивания единой информационной стратегии Русской Православной Церкви, под эгидой Управления делами Московской Патриархии и при содействии Синодального информационного отдела разработала «Методические указания по организации работы епархиальных пресс-служб», ставшие первым методическим пособием, которое было подготовлено на синодальном уровне в качестве опыта епархиальной практики сотрудничества со средствами массовой информации и теоретического обобщения технологий, используемых в области связей с общественностью. Презентация труда прошла 11 октября 2010 года в Храме Христа Спасителя во время работы секции «Епархиальные пресс-службы» IV фестиваля православных СМИ «Вера и Слово».
23 октября 2014 года решением Священного Синода включена в состав Межсоборного присутствия Русской Православной Церкви, член комиссий по вопросам информационной деятельности Церкви и отношений со СМИ; по церковному управлению, пастырству и организации церковной жизни. 15 октября 2018 год решением Священного Синода переизбрана в состав Межсоборного присутствия на 2018—2022 годы. Включена в состав Комиссии по церковному управлению, пастырству и организации церковной жизни и Комиссии по вопросам общественной жизни, культуры, науки и информации.
Является соавтором ряда общецерковных документов 2010—2019 годов, как в качестве сотрудника Управления делами Московской Патриархии, так и члена Межсоборного присутствия.
Редактор русскоязычных изданий работ «Украинский церковный вопрос» митрополита Пирейского Серафима (Мендзелопулоса) и «Вклад в диалог по украинской автокефалии» протопресвитера Анастасия Гоцопулоса.
Автор концепции и руководитель авторского коллектива учебника «Церковь и медиа: учебник по организации работы епархиальной пресс-службы/профильного подразделения епархиального управления, отвечающего за взаимоотношения со средствами массовой коммуникации, в том числе журналистами и блогерами», ставшего первым учебным изданием по организации системной информационной работы в канонических подразделениях Русской православной церкви.

### Научно-преподавательская деятельность
С 2008 по 2012 год обучалась в заочной аспирантуре кафедры социологии Московского государственного института международных отношений. В 2016 году там же под научным руководством кандидата политических наук, профессора кафедры мировой литературы и культуры МГИМО(У) В. Р. Легойды защитила диссертацию на соискание учёной степени кандидата социологических наук по теме «Управление рисками в информационной политике института Церкви: на примере Московского патриархата» (специальность 22.00.08 — социология управления); официальные оппоненты — кандидат философских наук, доктор социологических наук, профессор А. В. Тихонов и кандидат философских наук, доцент Е. А. Свердликова; ведущая организация — Православный Свято-Тихоновский гуманитарный университет. В 2018 году на её основе была подготовлена и издана монография «Информационные риски и информационная политика Церкви XXI века», в которой представлены итоги проведения масштабного социологического исследования, посвящённого анализу информации и её влиянию на современного человека и на социальные институты, а особое внимание уделено присутствию Церкви в публичном поле, её информационной политике.
С сентября 2010 по 2022 год — преподаватель, доцент кафедры журналистики и связей с общественностью Российского православного университет святого Иоанна Богослова. Вела специальный курс «Пресс-служба в Церкви». Также с 2012 года является преподавателем магистерской программы «Внешние церковные связи» в Общецерковной аспирантуры и докторантуры имени свв. Кирилла и Мефодия, где читает специальный курс лекций «Русская Православная Церковь и медиасфера». С 2018 года — преподаватель бакалавриата (предмет «Информационная деятельность православного прихода»), а 2020 года — преподаватель кафедры пастырского душепопечения Сретенской духовной семинарии, где читает курс «Миссионерская работа PR в условиях современной системы коммуникаций». С 2022 года — доцент факультета журналистики Института государственной службы и управления Российской академии народного хозяйства и государственной службы при Президенте Российской Федерации.
Является автором новации: преподавания в бакалавриатах семинарий специального курса по основам журналистики, связей с общественностью и медиаработе в храмах, программа которого в 2017—2018 годах прошла апробацию в ряде российских семинарий и осенью 2018 года была одобрена Высшим церковным советом с последующим включением в учебные планы бакалавриата семинарий. Также является разработчиком учебных специализированных курсы для высших учебных заведений «Информационная деятельность православного прихода» и «Социальное проектирование в жизни православного прихода XXI века», и программы для воскресных школ «Юный журналист». Разработчик курса «Русская Православная Церковь в медийном пространстве» в рамках модуля «Конфессии в медиасфере», созданного совместно Общецерковной аспирантурой и докторантурой имени свв. Кирилла и Мефодия и Институтом государственной службы и управления Российской академии народного хозяйства и государственной службы при Президенте Российской Федерации (2022).
Сфера научных интересов — социология, социология управления, управление информационными процессами, церковная коммуникация и информационная деятельность епархий, проблематика информационного присутствия Церкви в публичном пространстве сложного социума, информационная рискология, информационная политика, специфика церковной медиаработы, в том числе включающая управление информационными рисками, проблема поиска социологических подходов к изучению церковной действительности, социологический опыт анализа жизни православных христиан. Автор монографии и пособий по церковной коммуникации и информационной деятельности епархий: «Методические указания по организации работы епархиальных пресс-служб» (2010), «Церковная информация. Рекомендации по освещению в епархиях решений органов церковного управления» (2013). Редактор-составитель сборника практических рекомендаций для православных приходских общин «Приход в медиамире» (на русском языке — 2016, 2019; на английском языке — The Parish in the Media World (2020)), «Информационные риски и информационная политика Церкви XXI века» (монография, 2018),

## Prichod.ru
9 ноября 2012 года запустила и стала главным редактором сетевого издания «Информационно-просветительский портал „Приходы“» (prichod.ru), которое позиционирует себя как «портал для тех, кто желает осознанно участвовать в жизни Церкви». . Относительно его создания отмечает: «У меня был опыт ещё на официальном сайте Русской Православной Церкви несколько лет назад. И мы там вели такую рубрику, как новости с мест. Мы старались собирать новости епархиальной жизни, приходской из разных регионов России и разных стран канонической ответственности Русской Церкви. Потом, когда официальный сайт был переформатирован, на официальном сайте осталась информация только о служении Патриарха, членов Священного Синода или самых известных архипастырей, общецерковных делах. Контекст приходской жизни, епархиальной был вынесен за скобки. Была создана Летопись епархиальной жизни при официальном сайте… А примеров очень много. От того, что делает молодёжь, общаясь между собой, от того, как социальные службы приходов работают с людьми, как они ведут свою миссию, этого большого облака информационного контента приходской жизни практически нигде не было. Поэтому в Интернете мы решили его собирать на одном портале». При этом она отмечает, что «мы решили создать портал о позитивной жизни Церкви, мы принципиально стараемся избегать каких-то конфликтных ситуаций и освещения каких-то кризисных моментов, потому что достаточно СМИ об этом пишут».
На портале, в частности, представлены рубрики посвящённые религиозному образованию, молодёжному служению, воцерковлению детей.
В 2016 году совместно с Управлением делами Московской патриархии на портале создан проект «Епархии знакомые и неизвестные», направленный на освещение жизни епархий Русской православной церкви. Кроме того, действует несколько других проектов — «Дети в Церкви», «Мнения», «Конкурс», «Обучение», «Как найти деньги?» и «Прихожане о праздниках».
Редакция портала занимается проведением обучающих семинаров, организует культурно-просветительские события в России и за рубежом, проводит консультации по информационной работе, связям с общественностью, рискологии, информационной политике и гуманитарной миссии для некоммерческих организаций, приходов и активных граждан.

## Награды
- В марте 2013 года молодёжный интернет-журнал «Татьянин день» включил её в число самых влиятельных женщин Русской православной церкви[34].
- 2014 — медаль Саранской епархии «Милующее сердце» (II степени)
- 2014 — юбилейный знак Русской Православной Церкви в честь 700-летия рождения преподобного Сергия Радонежского
- 2015 — юбилейная медаль «В память 1000-летия преставления равноапостольного великого князя Владимира»
- 2016 — Патриаршая грамота
- 2017 — юбилейная медаль Русской Православной Церкви в честь 100-летия восстановления Патриаршества в Русской Православной Церкви.
- Лауреат научной Макариевской премии за 2018 год за монографию «Информационные риски и информационная политика Церкви XXI века» в номинации «Методы естественных и точных наук в изучении истории Церкви, христианских древностей и культурного наследия России и славянских стран, инновационные технологии, обеспечивающие высокое качество сохранения наследия»[35][36].
- Памятная медаль Российского военно-исторического общества «800 лет со дня рождения князя Александру Невскому» (2021)[37].

## Публикации
на русском языке
- Методические указания по организации работы епархиальных пресс-служб. — М.: Управление делами Московской Патриархии Синодальный информационный отдел, 2010. — 72 с.
- Церковная информация. Рекомендации по освещению в епархиях решений органов церковного управления. — М.: Управление делами Московской Патриархии, 2013.
- Приход в медиамире: как проинформировать о деятельности прихода? Когда СМИ интересно писать о православных общинах? / Ю. Гурина и др.; ред.-сост.: Е. Жуковская. — М.: Просветитель, 2016. — 96 с. — ISBN 978-5-9904177-4-8.
- Информационные риски и информационная политика церкви XXI века: управление рисками в информационной политике института Церкви на примере Московского патриархата. — М.: ИК «Просветитель»: НИС «Среда», 2018. — 204 с. — ISBN 978-5-9904177-5-5.
- Жуковская Е. Е., Ефанова В., Денисова Ю., Кулешова А. Приход в медиамире. Пособие по информационному освещению деятельности православных приходских общин и организации информационной работы в приходах / под ред. Е. Е. Жуковской. — 2-е изд., испр. и доп.. — М.: ИК «Просветитель», 2019. — 136 с.
- Церковь и медиа: учебник по организации работы епархиальной пресс-службы/профильного подразделения епархиального управления, отвечающего за взаимоотношения со средствами массовой коммуникации, в том числе с журналистами и блогерами. — М.: Просветитель, 2021. — 156 с.
- Продвижение ресурсов Церкви в интернете / SEO для церковных медиа. Методическое пособие / Под общ. ред. к.соц.н. Е. Е. Жуковской. — М.: ИК Просветитель, 2021. — 136 с.

на других языках
- The Parish in the Media World / Manual on information coverage of the activities of Orthodox parish communities and organisation of information work in the parishes/ Second edition, revised and expanded / Editor Evgeniya Zhukovskaya, 2020. — 136 p.

- Жить да обществу служить // Журнал Московской Патриархии. 2003. — № 3. — С. 68-71
- Церковь в информационном пространстве интернета // Церковь и время. — 2008. — № 1. Архивная копия от 18 ноября 2012 на Wayback Machine — С. 40-58
- Выборы Патриарха. Освещение избрания Патриарха Московского и всея Руси в 1990 и 2009 годах в центральных печатных СМИ Архивная копия от 22 декабря 2010 на Wayback Machine // Богослов.Ru. 28.06.2010.
- Общество информации и церковная действительность. Анализ работы пресс-служб православных епархий России Архивная копия от 6 июня 2015 на Wayback Machine // Интерфакс-Религия, 10.12.2010
- Успех и трудности развития общественных связей российских епархий на современном этапе Архивная копия от 7 октября 2017 на Wayback Machine // Богослов.Ru, 10.12.2010.
- Дискуссия между дискуссией Архивная копия от 7 июля 2017 на Wayback Machine // Богослов.Ru, 27.02.2012.
- Проблемы управления информационными процессами // Вестник Забайкальского государственного университета, 2012. — № 11 (90). — С. 65-76.
- Информационный риск в сложных условиях // Медийные стратегии современного мира. Материалы восьмой международной научно-практической конференции (Сочи, 1-3 ноября 2014 г.). — Краснодар: Кубанский государственный университет, 2014. — ISBN 978-5-91628-168-2.
- Информационные риски современной организации // Юрист предприятия, 2014. — № 9. — С. 85-91.
- Информационный кризис-менеджмент: сохранить имидж фирмы // Юрист предприятия. 2014. — № 9. — С. 78-88.
- Классификация информационных рисков: жизнь акторов в информационном социуме Архивная копия от 27 сентября 2020 на Wayback Machine // Российский научный журнал, 2015. — № 4 (47). — С. 107—115.
- Заглянуть в Тайну Архивная копия от 3 декабря 2015 на Wayback Machine // prichod.ru, 05.09.2015
- К вопросу об информационно-издательской деятельности Русской Православной Церкви в начале XX века Архивная копия от 27 марта 2020 на Wayback Machine // Вестник ПСТГУ. Серия II: История. История Русской Православной Церкви. 2016. — Вып. 1 (68). — С. 65-70
- Приходы в медиамире: когда СМИ интересно писать о православных общинах? Архивная копия от 6 ноября 2016 на Wayback Machine // religare.ru, 01.04. 2016
- Управление социальными процессами через церковно-общественные проекты Архивная копия от 29 сентября 2020 на Wayback Machine // Власть. 2016. — № 2. — С. 119—125
- Информационное пространство Церкви: от медиаконфликтов до подготовки церковных журналистов // Журнал Московской Патриархии. 2016. — № 10. — С. 61-65.
- Промыслительная презентация Архивная копия от 30 октября 2020 на Wayback Machine // prichod.ru, 14.10.2016
- Проблемы и перспективы певческого служения: о чем говорят епархии Архивная копия от 5 декабря 2020 на Wayback Machine // prichod.ru, 01.12.2016
- Итоги опроса: Миряне о священниках и их профессиях Архивная копия от 21 октября 2020 на Wayback Machine // prichod.ru, 13.09.2017
- Церковный брак. Что говорится в соборном документе? Архивная копия от 16 января 2018 на Wayback Machine // prichod.ru, 14.12.2017
- Социологические подходы в церковной действительности Архивная копия от 12 августа 2020 на Wayback Machine // Православие.ру, 01.02.2018
- Штрихи к социологическому портрету женщины в Церкви // prichod.ru, 08.03.2018
- Семья в СМИ: заказ на любовь. // Тезисы для научно-практической конференции «Информационное пространство и безопасность семьи», г. Ярославль, 09.07.2018.
- Как не остаться один на один с кризисом Архивная копия от 24 ноября 2020 на Wayback Machine // prichod.ru, 06.06.2019
- Церковь недели: дискуссии и личная ответственность // prichod.ru, 05.10.2019
- «ЕЖенедельно с @prichodru»: Православие от европейских окраин до государственных выходных // prichod.ru, 12.10.2019
- ЕЖенедельно с @prichodru: Невиртуальная молитва о Церкви Христовой // prichod.ru, 19.10.2019
- Доверяй, но проверяй? // prichod.ru, 26.10.2019
- Единство с Архиепископией: Ты веси яко люблю Тя // prichod.ru, 03.11.2019
- ЕЖенедельно с @prichodru: «Рёбра» и «брёвна» Архивная копия от 10 августа 2020 на Wayback Machine // prichod.ru, 16.11.2019
- ЕЖенедельно с @prichodru: Религия как образование Архивная копия от 3 августа 2020 на Wayback Machine // prichod.ru, 23.11.2019
- Молодежь и Церковь: жизнь против течения // prichod.ru, 26.12.2019
- Важная информация для прихожан города Москвы // prichod.ru, 26.03.2020
- ЕЖенедельно с @prichodru: Коронавирусная зараза пытается сожрать Пасху // prichod.ru, 04.04.2020
- Гражданская инициатива атомных городов // prichod.ru, 26.06.2020
- Экология потребления: общество, государство, Церковь Архивная копия от 5 сентября 2021 на Wayback Machine // prichod.ru, 04.09.2021
- Концепция создания региональных брендов современных русских традиций для их продвижения на международном уровне // Власть. — 2021. — Т. 29. — № 3. — С. 201—208.
- Российский православный университет // Православная энциклопедия. — М., 2020. — Т. LX : Рипсимия, Гаиания и 35 святых дев — Саблер. — 39 000 экз. — ISBN 978-5-89572-067-7.
- Молодёжь в Церкви: социологический срез активности 2021. Архивная копия от 15 февраля 2021 на Wayback Machine // prichod.ru, 15.02.2021
- Подготовка пастырей к служению: что нас ждёт в информационном служении Церкви в ближайшие годы. Проблемы и перспективы освоения медийных инструментов в духовных учебных заведениях // Праксис. — 2021. — № 1(6). — С. 106—115
- Тенденции развития гражданского общества в России под влиянием добровольческой активности молодёжи. // Историческая память молодого человека: способы формирования и пути сохранения: сборник материалов I Всероссийской научно-практической конференции, г. Москва, 21-23 мая 2021 г. / Высоко-Петровский ставропигиальный мужской монастырь, Российский православный университет святого Иоанна Богослова в рамках проекта «Русская мемориальная культура как способ патриотического воспитания и формирования исторической памяти современной молодёжи». — М.: Летний сад, 2021.
- Влияние СМИ на формирование активной гражданской среды вне столиц регионов. Опыт монастырей Русской Православной Церкви XXI века // Сборник статей II научно-практическая конференция «Роль монастырей в формировании социокультурного пространства окружающих территорий». Переславль-Залесский, Феодоровский монастырь, 2021.
- Тренды, темы и программы 2022 года в социальном проектировании малого и среднего предпринимательства, НКО и гражданских активистов России // Prichod.ru, 10.05.2022
- Каталог «Церковь и медиа»: обзор научных работ на русском языке (1999—2021) // Сборник трудов Якутской духовной семинарии. — Якутск, 2022. — Вып. 15-16. — С. 128—142

- Мозаика мечтателя. — М.: ИК Просветитель, 2019. — 128 с.